# Giro temporal superior

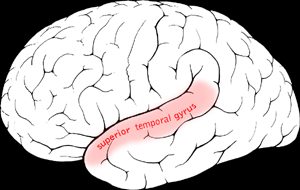
Giro temporal superior do cérebro humano.

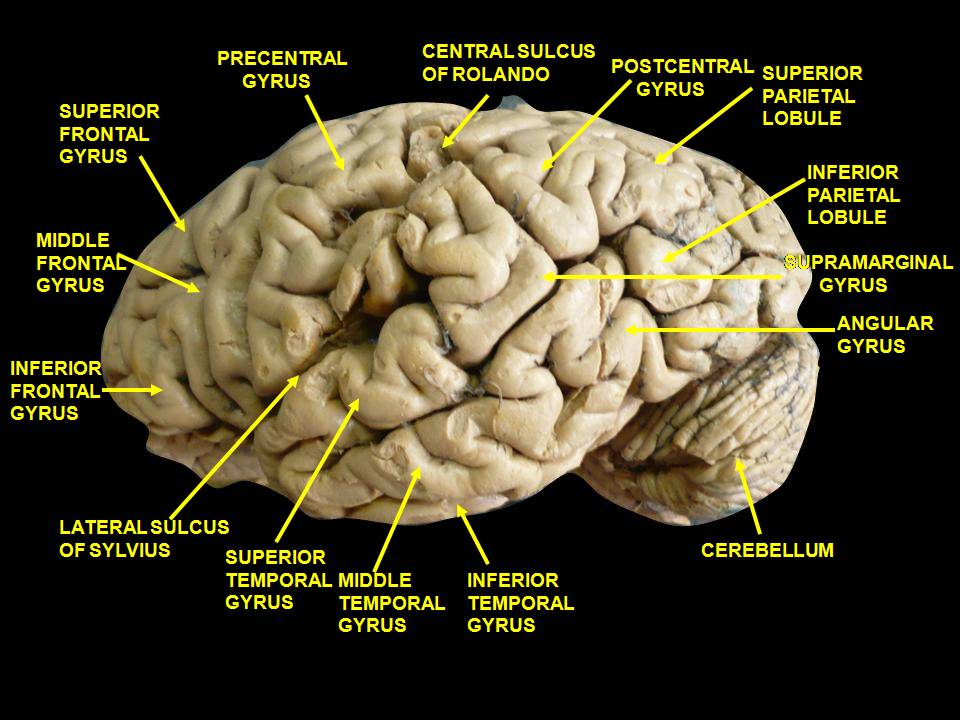
Cérebro. Vista lateral. Dissecção profunda. O giro temporal superior é visível no centro.

O giro temporal superior é um dos três (às vezes dois) giros no lobo temporal do cérebro humano, localizado lateralmente à cabeça, um pouco acima da orelha externa.
O giro temporal superior é delimitado por:
- o sulco lateral acima;

- o sulco temporal superior (nem sempre presente ou visível) abaixo;

- uma linha imaginária traçada da incisura pré-occipital [en] até o sulco lateral posteriormente.

O giro temporal superior contém várias estruturas importantes do cérebro, incluindo:
- Áreas de Brodmann 41 e 42, que marcam a localização do córtex auditivo, a região cortical responsável pela sensação de som;

- Área de Wernicke, área 22 de Brodmann, uma região importante para o processamento da fala para que ela possa ser entendida como linguagem.

O giro temporal superior contém o córtex auditivo, que é responsável pelo processamento dos sons. Frequências sonoras específicas são mapeadas com precisão no córtex auditivo. Esse mapa auditivo (ou tonotópico) é semelhante ao mapa homúnculo do córtex motor primário. Algumas áreas do giro temporal superior são especializadas no processamento de combinações de frequências e outras áreas são especializadas no processamento de alterações na amplitude ou na frequência. O giro temporal superior também inclui a área de Wernicke, que (na maioria das pessoas) está localizada no hemisfério esquerdo. É a principal área envolvida na compreensão da linguagem. O giro temporal superior está envolvido no processamento auditivo, inclusive da linguagem, mas também tem sido apontado como uma estrutura crítica na cognição social.
Várias partes do giro temporal superior (sigla em inglês: STG) podem ser chamadas de anterior (aSTG), médio (mSTG) e posterior (pSTG).

## Função
O giro temporal superior está envolvido na percepção de emoções em estímulos faciais. Além disso, o giro temporal superior é uma estrutura essencial envolvida no processamento auditivo, bem como na função da linguagem em indivíduos que podem ter um vocabulário prejudicado ou que estão desenvolvendo um senso de linguagem. Descobriu-se que o giro temporal superior é uma estrutura importante na via que consiste na amígdala e no córtex pré-frontal, que estão todos envolvidos nos processos de cognição social. Incluindo o giro temporal superior, áreas mais anteriores e dorsais dentro do lobo temporal têm sido associadas à capacidade de processar informações sobre as muitas características mutáveis de um rosto. Pesquisas realizadas com o uso de neuroimagem descobriram que pacientes com esquizofrenia têm anormalidades estruturais no giro temporal superior.
A análise de ressonância magnética funcional evidenciou uma ligação entre a solução de problemas baseada em insight e a atividade no giro temporal superior anterior direito, especificamente em relação ao súbito lampejo de compreensão comumente chamado de momento “Aha!”.

### Contexto social
O giro temporal superior é importante para a compreensão da linguagem, mas estudos também sugerem que ele desempenha um papel funcional no efeito coquetel. Um estudo de magnetoencefalografia foi realizado com participantes que foram expostos a cinco condições de audição diferentes, cada uma com um nível diferente de ruído de fundo. Descobriu-se que o giro temporal superior tem uma forte conexão com o fluxo de fala assistido em um ambiente de coquetel. Quando o fluxo de fala assistida não foi interrompido pelo ruído de fundo, uma conexão bilateral foi exibida, mas à medida que mais ruído de fundo foi introduzido, a conexão tornou-se dependente do hemisfério esquerdo.

## Imagens adicionais

Posição do giro temporal superior (mostrado em vermelho).
Vista lateral de um cérebro humano, com os principais giros rotulados.
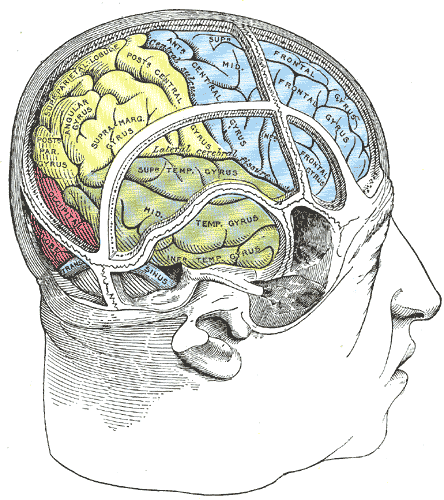
Desenho de um molde para ilustrar as relações do cérebro com o crânio. (Giro temporal superior rotulado no centro, na seção verde).
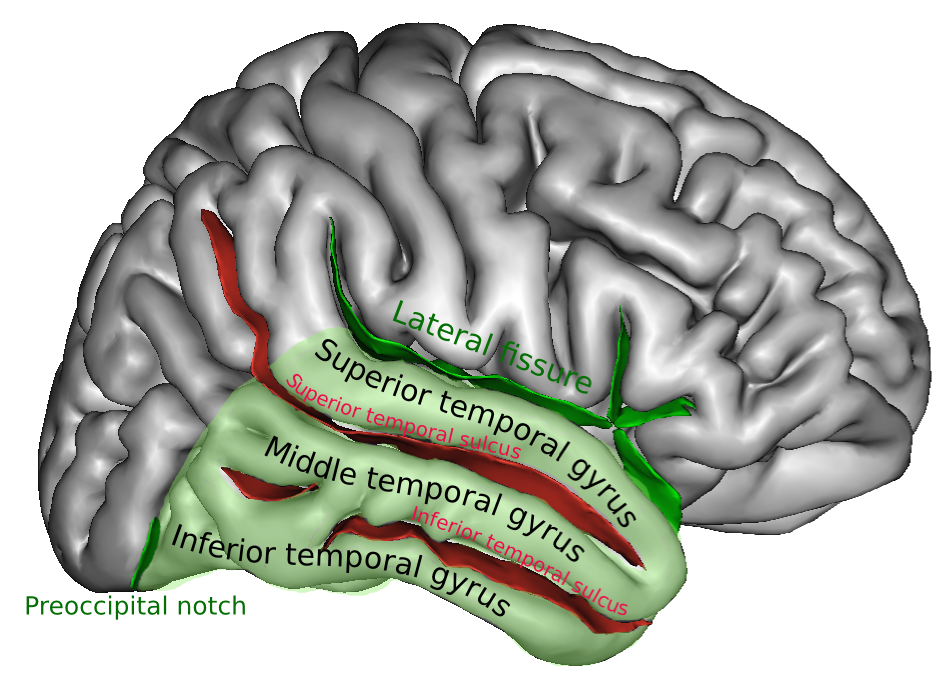
Lobo temporal direito (mostrado em verde). O giro temporal superior é visível na parte superior da área verde.
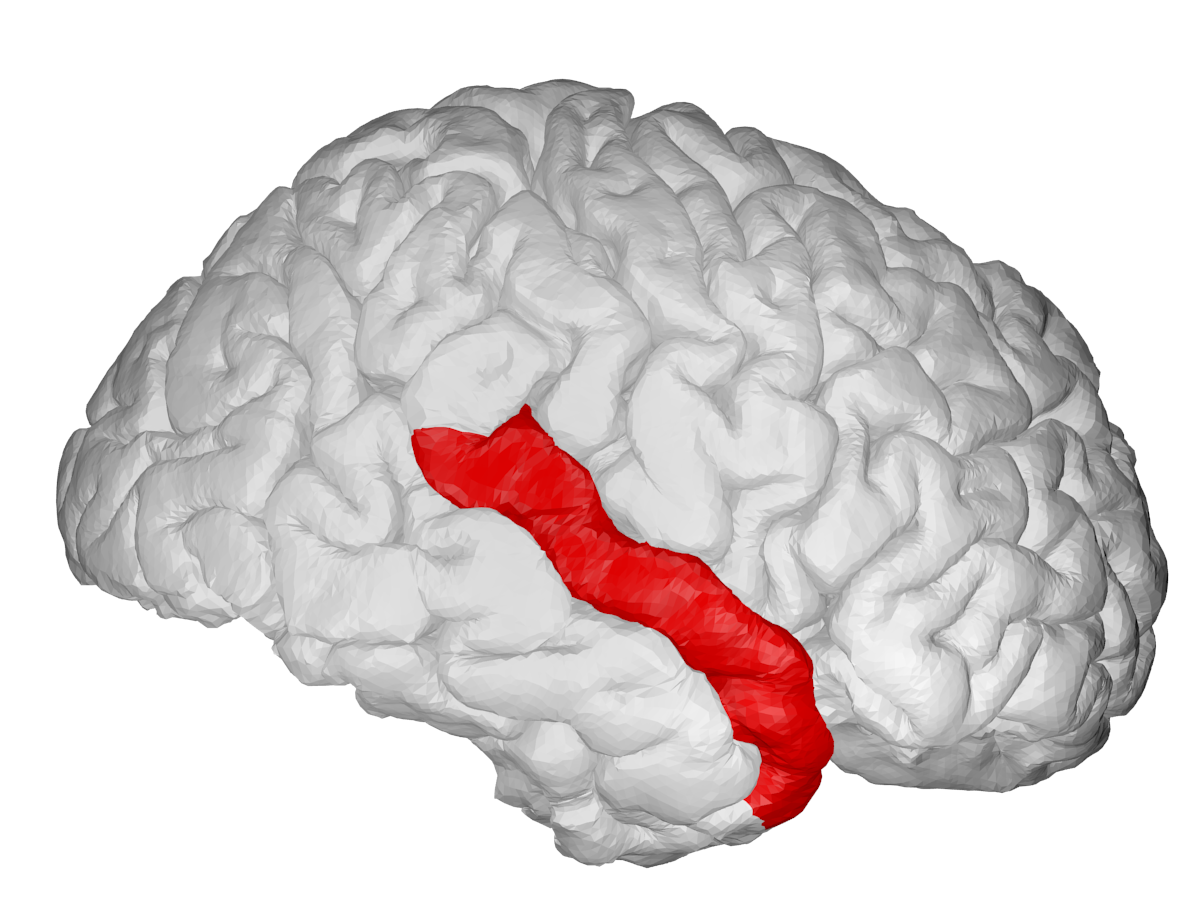
Giro temporal superior, hemisfério direito.
Giro temporal superior destacado em verde nas imagens coronais de RM T1.
Giro temporal superior destacado em verde nas imagens sagitais de RM T1.
Giro temporal superior destacado em verde nas imagens de RM T1 transversal.